# Virginia Martin
Virginia Martin (Chattanooga, 2 dicembre 1927 – Chattanooga, 27 agosto 2009) è stata un'attrice statunitense.

## Biografia
Figlia di Tommy T. e Harville Martin e sorella di Jere e Donald, ha studiato all'Università di Chattanooga. Ha fatto il suo debutto a Broadway nel 1949 nella produzione originale del musical Premio Pulitzer South Pacific. Successivamente, nel 1954 tornò a Broadway nel musical The Pajama Game a cui seguirono Ankles Aweigh e New Faces of 1956. Nel 1958 era la sostituta di Vivian Blaine nel musical Say, Darling, mentre nel 1961 recitò nel musical Premio Pulitzer How to Succeed in Business Without Really Trying a Broadway.
Nel 1963 recitò nel musical Little Me, su libretto di Neil Simon, per cui fu candidata al Tony Award alla miglior attrice non protagonista in un musical. Recitò ancora a Broadway nei musical Bajour e Carmelina, rimanendo attiva anche in campo regionale apparendo, tra gli altri, nei musical Kismet e Joseph and the Amazing Technicolor Dreamcoat.

## Filmografia parziale
- Vita da strega - serie TV, 4 episodi (1965-1966)